# Eugène Louis Melchior Patrin
Eugène Louis Melchior Patrin, né le 3 avril 1742 à Lyon, mort le 4 août 1815 à Saint-Vallier (Drôme), est un minéralogiste, un naturaliste et un homme politique de la Révolution française. 

## Biographie
Ses parents le destinent au barreau, mais le jeune Eugène préfère les sciences et s’engage dans leur étude. Après la fin de celle-ci, il voyage en Europe et visite l’Allemagne, l’Autriche, la Hongrie, la Pologne. À Vilnius, il rencontre son compatriote Jean-Emmanuel Gilibert (1741-1814) qui lui donne des lettres de recommandation pour l’Académie de Saint-Pétersbourg. Il y est reçu amicalement notamment par Peter Simon Pallas (1741-1811). Il obtient l’autorisation, accompagné par un officier russe, d’explorer la Sibérie contre la promesse de faire parvenir à l’Académie des échantillons des minéraux et autres objets d’histoire naturelle remarquables qu’il peut récolter. Il voyage durant huit ans et il revient à Saint-Pétersbourg en 1787. Mais il s’aperçoit que Pallas a gardé pour lui les échantillons les plus intéressants qu'il avait envoyés pour sa collection personnelle. Il quitte Saint-Pétersbourg en assez mauvais termes avec le naturaliste russe.
Il vient s’installer à Paris et offre au Muséum national d'histoire naturelle sa collection de minéraux sibériens représentant une tonne et demi d’échantillons, tous référencés. Mais l’institution refuse faute de place.
Il fait paraître en 1783 le récit de son expédition sous le titre de Relation d'un voyage aux monts d'Altaïce en Sibérie, fait en 1781 (publié à Saint-Pétersbourg). Connu surtout pour son Histoire naturelle des minéraux, publiée à Paris en cinq volumes en l’an IX (1800-1801). En 1779, il est élu membre correspondant de l’Académie des sciences de Saint-Pétersbourg. Il est également élu le 23 mars 1790 à l'Académie des sciences, belles-lettres et arts de Lyon.
En septembre 1792, Patrin est élu député, le dixième sur quinze, pour le département du Rhône-et-Loire à la Convention nationale. Il siège sur les bancs de la Plaine. Lors du procès de Louis XVI, il vote pour la détention durant la guerre puis le bannissement à la paix. Il est absent à la mise en accusation de Marat et au rétablissement de la Commission des Douze. Ainsi que ses collègues du Rhône-et-Loire, Chasset, Forest, Michet et Vitet, il est décrété d'arrestation sur motion de Mallarmé, soupçonné de pousser la ville de Lyon à la rébellion contre la Convention nationale. Il est admis à s'expliquer devant les Comités de Salut public et de Sûreté générale et est remis en liberté.
Au milieu du mois de nivôse an III (début janvier 1795), Patrin est envoyé en mission dans les départements de l'Ardèche, de la Loire et de la Haute-Loire afin de surveiller les mines et les manufactures d'armes. Il est rappelé au sein de la Convention en germinal (début avril) et remplacé par son collègue Bonet. Il laisse à la fin de sa mission dans la ville de Saint-Étienne une équipe d’ingénieurs compétents et une industrie houillère en expansion qui dure un siècle. Il offre aussi à l’École des mines de Saint-Étienne nouvellement créée sa collection de minéraux et est nommé bibliothécaire.
On lui doit d'avoir référencé l'aurichalcite en deux espèces qu'il croyait différentes : "Calamine verdâtre" et  "Mine de Laiton".
Antoine-Laurent de Jussieu, lui rend hommage en nommant un genre de Valérianacée, Patrinia, une plante présente notamment en Sibérie. 